# 부등겉질
부등겉질 (allocortex, heterogenetic cortex, 이종겉질, 부등피질, 이종피질)(라틴어 allo-는 기타를 의미하고 피질은 나무껍질 또는 껍질을 의미함)과 신피질은 뇌의 대뇌 피질의 두 가지 유형이다. 인간의 뇌에서 부등피질은 단지 10%만을 차지하는 훨씬 작은 피질 영역이다. 신피질은 나머지 90%를 차지한다. 신피질은 6개 층으로 되어 있는데 비해 부등피질의 피질 층은 3~4개만 있는 것이 특징이다. 부등겉질에는 세 가지 하위 유형이 있다: 옛겉질(paleocortex, 고피질), 원시겉질(archicortox, 원시피질), 주위부등겉질(periallocortex. 신피질과 부등피질 사이의 전이 영역)이 그것이다.
일반적으로 부등피질에 속하는 것으로 설명되는 뇌의 특정 영역은 후각계와 해마이다.
부등피질은 이질적인 피질이라고 불린다. 왜냐하면 발달하는 동안 동질적인 신피질의 6층 구조를 갖지 않기 때문이다. 이는 대뇌 피질의 일종인 이형 피질(heterotypic cortex)과 다르다. 이형 피질은 출생 전 발달단계 동안 6층 단계를 거쳐 과립 세포가 부족한 브로드만 영역 4와 같이 더 적은 수의 층을 갖는 단계로 간다.

## 같이 보기
- 새겉질
- 전동종피질